# Locquirec
Locquirec is een gemeente in het Franse departement Finistère (regio Bretagne). De plaats maakt deel uit van het arrondissement Morlaix. Locquirec telde op 1 januari 2022 1.543 inwoners.

## Geografie
De oppervlakte van Locquirec bedroeg op 1 januari 2022 5,96 vierkante kilometer; de bevolkingsdichtheid was toen 258,9 inwoners per km².

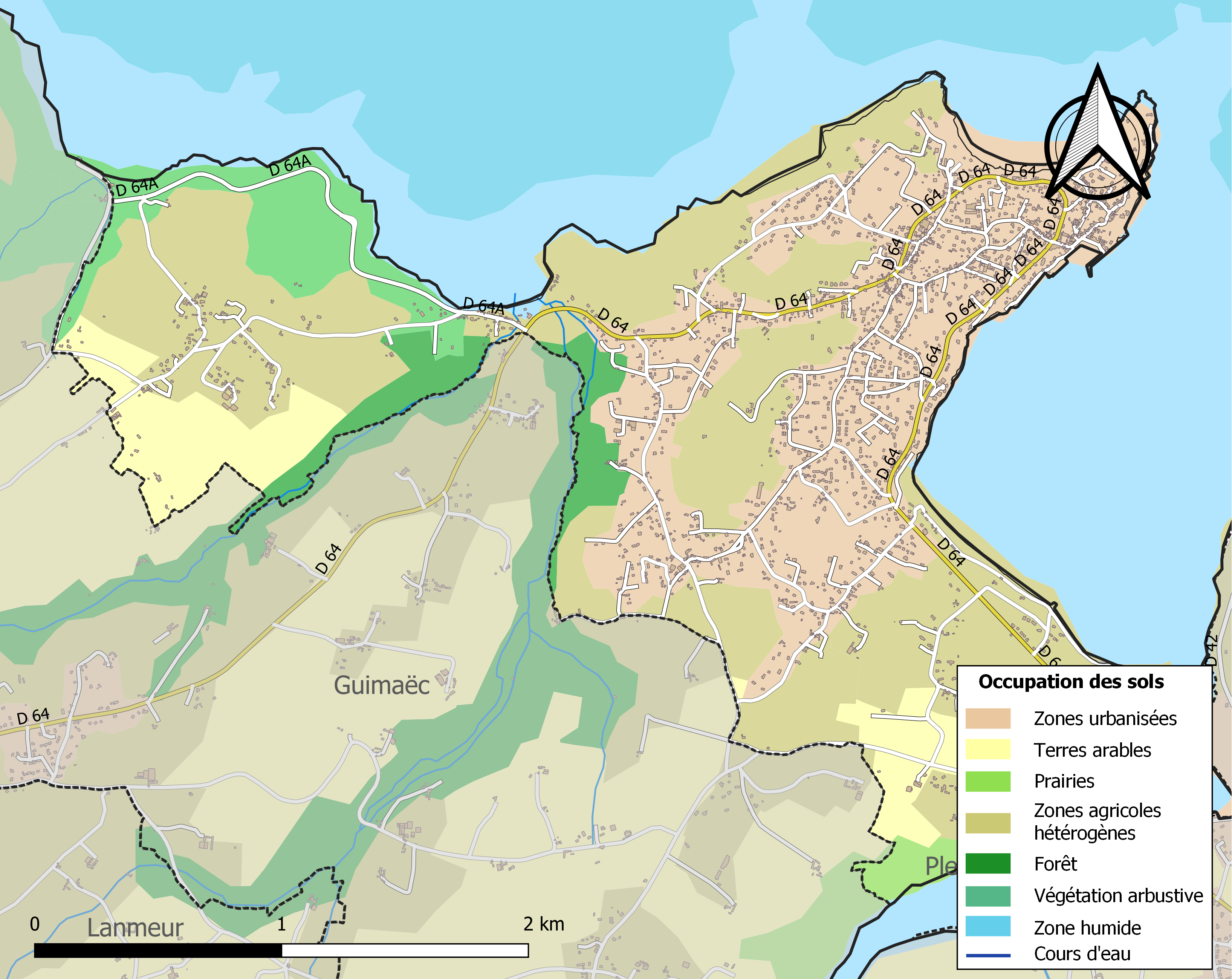
Kaart van de gemeente met belangrijkste infrastructuur, bodemgebruik en omliggende gemeenten

## Demografie
Onderstaande figuur toont het verloop van het inwonertal (bron: INSEE-tellingen).